# Spiritualità francescana nel Protestantesimo
La spiritualità francescana nel protestantesimo si riferisce alla spiritualità nel protestantesimo ispirata dal frate cattolico San Francesco d'Assisi.

## Storia
Emergenti dal XIX secolo, ci sono diversi aderenti e gruppi protestanti, a volte organizzati come ordini religiosi, che si sforzano di aderire agli insegnamenti e alle discipline spirituali di San Francesco d'Assisi. Il Movimento ecclesiastico del XX secolo ha dato vita a ordini ispirati francescani tra la rinascita degli ordini religiosi nel cristianesimo protestante.
Uno dei risultati del movimento di Oxford, nella Chiesa anglicana durante il XIX secolo, è stato il ristabilimento di ordini religiosi, inclusi alcuni di ispirazione francescana. Le principali comunità anglicane nella tradizione francescana sono la Comunità di San Francesco (donne, fondata nel 1905), le Clarisse di Riparazione (PCR), la Società di San Francesco (uomini, fondata nel 1934) e la Comunità di Santa Chiara (donne, chiuso). Esiste anche un Terz'Ordine noto come Società del Terzo Ordine di San Francesco (T.S.S.F.).
Ci sono altri tre ordini fondati negli Stati Uniti all'interno della Comunione anglicana: il Second Order of The Little Sisters of St. Clare (LSSC) fondato da Seattle nella diocesi di Olympia), il Disperso First Order of Saint Francis (OSF) fondata nel 2003, e la Comunità di Francesco e Chiara (CFC) che è un'espressione dispersa, aperta, inclusiva e contemporanea della vita francescana anglicana / episcopale aperta a uomini e donne.
Ci sono anche alcune piccole comunità francescane all'interno del protestantesimo europeo e della chiesa vetero-cattolica. Ci sono alcuni ordini francescani nelle chiese luterane, tra cui l'Ordine dei Francescani Luterani, la Sorellanza Evangelica di Maria e l'Evangelische Kanaan Franziskus-Bruderschaft (Kanaan Franciscan Brothers). Inoltre, ci sono associazioni di ispirazione francescana non collegate a una tradizione cristiana tradizionale e che si descrivono come ecumeniche o disperse. Sia gli anglicani che la chiesa luterana hanno il terzo ordine in emulazione di quelli cattolici. Gli anglicani hanno un "Terzo Ordine di San Francesco (TSSF)", con lo stesso nome del Terzo Ordine Cattolico, il Terzo Ordine di San Francesco, e i Luterani hanno un Ordine di Francescani Luterani. Inoltre, in ambito ecumenico si è sviluppato un ordine francescano non-denominazionale: i Companions of Jesus.